# 黑微蛛
黑微蛛（学名：Erigone atra）为皿蛛科微蛛属的动物。分布于欧洲、俄罗斯、日本以及中国大陆的新疆、甘肃、吉林等地，常生活于草丛。该物种的模式产地在欧洲。